# Suma Gestió Tributària
Suma. Gestió Tributària. Diputació d'Alacant, d'ara endavant Suma, és un organisme públic creat per la Diputació Provincial d'Alacant en 1990 amb la missió de gestionar i recaptar els tributs municipals dels ajuntaments de la província d'Alacant. Suma, com a administració local, exerceix les seues competències en l'aplicació dels tributs i la gestió d'ingressos per delegació dels ajuntaments i d'altres administracions públiques que així ho decidixen.

## Història
Abans d'anomenar-se Suma Gestió Tributària, va ser creat el 1990 sota la denominació d'Organisme Autònom Provincial de Gestió Tributària d'Alacant (OAPGTA). Amb aquest organisme, se li transferien les activitats que realitzava la Unitat Productiva Autònoma del Servei Provincial de Recaptació. Els estatuts foren publicats en el Butlletí Oficial de la província d'Alacant, núm. 96, de 28 d'abril. L'evolució de l'organisme i la seua activitat es caracteritzà per una ampliació de les competències assumides i un afavoriment de l'obtenció d'ingressos alhora que de despeses, aquestes últimes provocades per les fortes inversions inicials. El balanç global consistia en una situació de superàvit. Les inversions inicials foren sobre les tecnologies de la informació i la comunicació. A partir de 1993 va haver-hi una major flexibilitat a l'hora de contractar i promoure segons els recursos humans. L'organització tenia una oficina central que coordinava vint-i-dos oficines perifèriques més oficines itinerants. Un increment de la plantilla amb capacitats tècniques foren l'arrel de l'èxit. El 3 de febrer de 1993 s'acordà el canvi de denominació a l'actual, amb el qual es convertí en el primer en no utilitzar un acrònom. La denominació està protegida pel dret de propietat industrial com a marca registrada. Un element del seu èxit en gestió tributària ha sigut el consens polític fet al principi dels noranta. El 1994 posaren en marxa una unitat encarregada d'atendre als contribuents estrangers. Des de 2004, ha col·laborat amb l'Agència Tributaria AEAT en nombroses camoanyes de l'impost sobre la renda. El 2019 va integrar el sistema d'identificació Cl@ve a la web. Eixe any, hi havia 45 oficines d'aquest organisme.

## Organització
Suma compta d'òrgans de govern, de direcció i administració i consultius.
L'òrgan de govern és el Consell Rector, que està integrat per un President que és el de la Diputació Provincial d'Alacant o un diputat a qui delegue; un vicepresident designat pel president; tres diputats provincials designats pel Ple; el director designat pel president a proposta del consell rector entre funcionaris o personal directiu de la Diputació; i dos vocals designats pel president de la Diputació. El Consell Rector és assistit per un secretari que assessora legalment i representa l'àrea de Secretaria Delegada. Es reuneix quatre vegades a l'any mínim de manera ordinària.
Les funcions del Consell Rector són les que marca l'estatut de l'organisme: representar la direcció superior de l'organisme, aprovar normes que regulen l'organització i el funcionament seu, acordar les operacions de crèdit, decidir sobre matèries de personal (organització i relació de llocs de treball), aprovar sistema d'incentius del personal, aprovar el projecte de pressupostos (que ha de ser transmès al Ple de la Diputació), proposar al Ple les modificacions dels seus estatuts i aprovar la memòria anual de gestió. Se li afegeixen les funcions que la llei Reguladora de Bases del Règim Local estableix que li "corresponen al Ple de la Diputació i que estiguen circumscrites a l'àmbit d'actuació de l'organisme autònom".
A més del Consell rector, hi ha un òrgan de consulta format pel Consell rector més el Consell d'alcaldes, format de manera proporcional a la distribució dels municipis.
L'òrgan de direcció i administració és el director, "designat lliurement pel president, a proposta del consell rector, entre el personal funcionari o eventual directiu de la Diputació". Les seues funcions són: les de donar informes continus o periòdics sobre l'activitat que desenvolupa (coordinar, impulsar i supervisar els departaments i unitats) i adoptar resolucions.
La direcció està formada per les següents unitats: Secretaria de Direcció, de Relació amb les Institucions i el Territori, d'Assessorament i Consultoria Tècnica Municipal, d'Imatge i Comunicació, de Projectes Externs, d'Instal·lacions i Manteniment i la unitat de Seguretat i Auditoria de Sistemes d'Informació.
L'estructura organitzativa es divideix en àrees subdividides en departaments subdividits en unitats. Les àrees són: la Jurídica, la de Planificació i Operacions, de Gestió i Inspecció Tributària, la de Personal i Serveis Generals, l'Econòmica financera i la d'Informàtica. Els departaments concentrats per les unitats són: de Recaptació, d'Organització, de Gestió de Tributs Immobiliàris, d'Inspecció Tributària i Gestió de Tributs Econòmics, de Gestió IVTM i de Sancions. Les unitats són: d'Assessoria Jurídica, de Canals Alternatius, de Coordinació de Voluntàries, de Coordinació Administrativa, de l'Oficina Grans Contribuents, de Gestió Catastral, d'IIVTNU, d'Inspecció Tributària, de Gestió de Taxes Immobiliàries, de Gestió de Tributs Econòmics, d'IVTM, el Centre de Gestió d'Infraccions i Sancions, les territorials de Sancions, d'Inspecció de serveis i Auditoria, de Tresoreria, de Contractació Administrativa, d'Explotació, de Desenvolupament, de Sistemes i de Projectes Especials. També hi ha les Direccions d'Àrees Territorials i Oficines.
L'activitat que fa cada oficina municipal està condicionada per les competències delegades pel municipi a l'entitat.

## Ubicació geogràfica

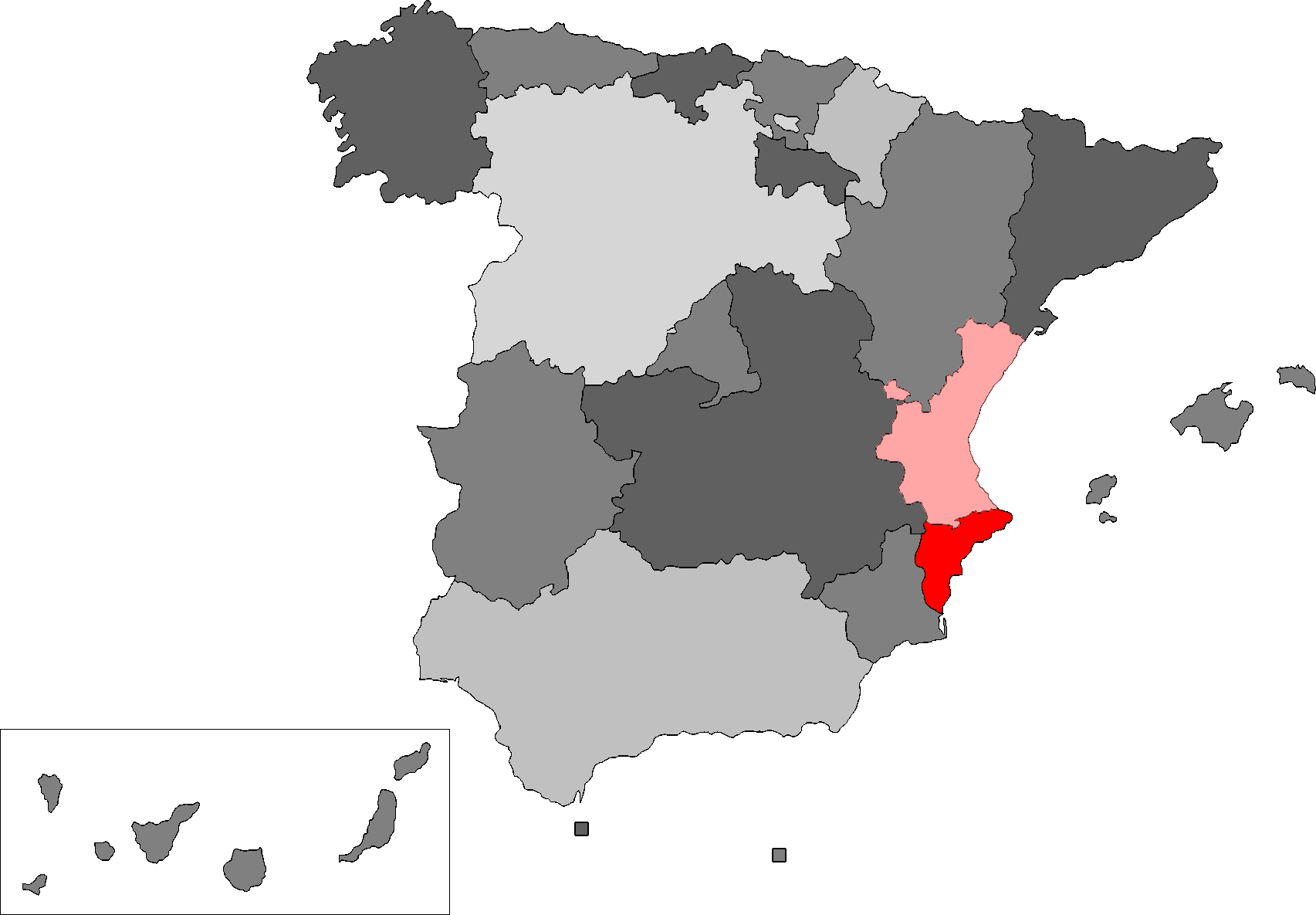
Alacant, principal àrea d'acció de Suma.

Suma té la seu a la ciutat d'Alacant i compta amb una xarxa d'oficines tributàries anomenades "serveis territorials" més oficines itinerants.

## Activitat i model de gestió
Suma és l'organisme encarregat de l'aplicació dels tributs locals (gestió, inspecció i recaptació) en els municipis de la província d'Alacant.
En el desenvolupament d'aquesta activitat, gestiona l'Impost sobre Bens Immobles (IBI), l'Impost sobre Activitats Econòmiques (IAE), l'Impost sobre Vehicles (IVTM), l'Impost sobre l'Increment del Valor dels Terrenys (IIVTNU), l'Impost sobre Construccions Instal·lacions i Obres (ICIO), el cobrament de les sancions de trànsit, juntament amb altres taxes locals pròpies dels municipis (Taxa d'arreplegada de residus sòlids, clavegueram, guals, etc). Inspecciona l'IAE. També fa tasques d'assessorament econòmic i financer als municipis i dona suport financer als municipis "mitjançant acomptes a compte de la recaptació voluntària".
Destaca que Suma va crear una subvenció per a municipis de menys de 2.000 habitants anomenada Fons Provincial de Cooperació Municipal que va estar en vigor en dues ocasions.

## Col·laboració amb altres administracions locals
El model de gestió de Suma com a model organitzatiu per a gestionar els ingressos de les administracions locals ha propiciat la col·laboració amb diverses organitzacions locals d'Espanya, d'Europa i d'altres països, mitjançant convenis de col·laboració. Alguns d'ells han estat:2019
- Elaboració de Plans Estratègics per als servicis tributaris de la Municipalitat de Managua
- Anàlisi i consultoria per l'Associació Nacional de Municipis Portuguesos
- Participació activa en diverses comissions de la Federació Espanyola de Municipis i Províncies
- Consultoria i anàlisi per a l'ajuntament de Madrid

Des de l'any 2005, l'ens està col·laborant amb l'Ajuntament de Majadahonda (Madrid) i, des de 2006, el Cabildo de Gran Canaria. Igualment, des de 2012 col·labora amb la Diputació d'Albacete.
Suma participa habitualment en fòrums, conferències i gestiona projectes de formació tant nacionals com internacionals, en països europeus i llatinoamericans a través d'institucions com IRRV, el "Lincoln Institute of Land Policy" i IPTI.